# Tovsztij Lisz
Tovsztij Lisz (ukránul: Товстий Ліс), oroszul Tolsztij Lesz (Толстый Лес) elhagyott település Ukrajna Kijevi területén, a 30 km-es zónában, 43 km-re északnyugatra Csernobil városától. Írásos dokumentumok már 1447-ben említik, temploma 1760-ban épült. Tovsztij Lisznek az 1970-es években mintegy nyolcszáz lakója volt, a településen gimnázium is működött. 1986-ban a csernobili atomkatasztrófa után a lakosságot kitelepítették. Az elhagyott házak állapota jelentősen leromlott, az egykori településen egy világháborús hősi emlékmű és egy Lenin-szobor található, utóbbit 2006-ban megrongálták.